# مقهى ترانزيت (فلم)
مقهى ترانزيت (بالفارسية: كافه ترانزيت) (في الولايات المتحدة يُعرف باسم مقهى بوردر ) فيلم إيراني لعام 2005 من إخراج كامبوزيا بارتوفي. تم ترشيحه في حفل جوائز الأوسكار التاسع والسبعون لجائزة أفضل فيلم بلغة أجنبية، ولكن لم يفز بها. 

## القصة
تدور قصة الفيلم حول امرأة تدعى ريحان وتقوم بدورها فرشته صدر عرفائي فقدت زوجها مؤخرًا، لترث مقهى على جانب الطريق بالقرب من ماكو. تحاول تلك المرأة الحفاظ على استقلالها، لكن شقيق زوجها يضعها في موقف يجبرها على الزواج.

## روابط خارجية
- مقهى ترانزيت على موقع IMDb (الإنجليزية)
- مقهى ترانزيت على موقع نتفليكس (الإنجليزية)
- مقهى ترانزيت على موقع Turner Classic Movies (الإنجليزية)
- مقهى ترانزيت على موقع فيلمافينيتي (الإسبانية)
- مقهى ترانزيت على موقع قاعدة بيانات الفيلم (الإنجليزية)
- مقهى ترانزيت على موقع ليتربوكسد (الإنجليزية)
- مقهى ترانزيت على موقع كينوبويسك (الروسية)